# Pascal Olivard
Pascal Olivard, né le 10 avril 1966 à Malestroit (Morbihan), est un universitaire français, il est Président de l'université de Bretagne-Occidentale.
Enseignant-chercheur en Physique depuis 1998 (d'abord maître de conférences puis professeur des universités en 2013), il est doyen de l'UFR Sciences et Techniques de l'université de Bretagne-Occidentale de 2001 à 2007. Au cours de sa présidence de l'UBO (2007-2016), il est élu en 2012 président de l'université européenne de Bretagne jusqu'à la création de l'université Bretagne-Loire en 2016. Le 25 avril, il en devient l'unique président jusqu'à sa démission en janvier 2019.
Le 3 octobre 2019, il annonce son intention de conduire une liste ouverte pour les élections municipales de 2020 à Brest.

## Origines
Né de parents agriculteurs, Pascal Olivard a passé toute son enfance et son adolescence à Saint-Marcel, près de Malestroit dans le Morbihan. Il se dit fasciné par ce haut lieu de la résistance bretonne, qui a nourri chez lui "une sensibilité particulière face à la capacité des hommes et des femmes à donner jusqu'à leur vie pour un idéal".

## Formation
Pascal Olivard obtient un baccalauréat sciences et technologies industrielles en génie électrotechnique, puis un Brevet de technicien supérieur - Systèmes électroniques en 1987 au lycée de la Croix Rouge de Brest, avant de s'engager dans un cursus universitaire. Il obtient une licence et une maîtrise EEA (Électronique, électrotechnique et automatique), puis un DEA d'électronique à l'université de Bretagne-Occidentale respectivement en 1989, 1990 et 1991. Il soutient une thèse de doctorat en électronique en 1996.

## Carrière universitaire
Pascal Olivard exerce comme vacataire d'enseignement entre 1991 et 1992 à l'UBO, puis comme moniteur de l'enseignement supérieur de 1992 à 1994 avant d'obtenir un poste d'attaché temporaire d'enseignement et de recherche de 1994 à 1996. Il est par la suite recruté sous contrat en tant qu'ingénieur d'études en 1996-1997 et titularisé en 1998.
Il devient maître de conférences (30ème section) au sein du département de physique de l'UFR des sciences et techniques de l'université de Brest en 1998 au laboratoire de Spectrométrie et Optique Laser (LSOL), puis professeur des universités (30ème section) en 2013. Il n'a cependant pas soutenu d'Habilitation à Diriger des Recherches.
Au cours de sa carrière d'enseignant-chercheur, il peut se targuer d'être auteur ou coauteur d'une dizaine de publications dans des revues scientifiques.

## Parcours politique
Pendant ses années d'études, Pascal Olivard s'engage dans le mouvement étudiant de l'université. Il est l'un des cofondateurs de la Fédération des associations étudiantes de Bretagne Occidentale (affiliée à la FAGE), et siège au Conseil d'administration de l'UBO et est élu Vice-Président étudiant, fonction qu'il occupe de 1992 à 1994.
À partir de 1998, en tant qu'enseignant-chercheur, il s'engage dans la vie administrative et politique de l'UBO : il est responsable de la Commission des moyens de l'UFR Sciences entre 1999 et 2001, siège au Conseil de l'UFR Sciences et Techniques à partir de 1999, ainsi qu'au Conseil d'administration de l'UBO à partir de 2005. En 2001, il est élu directeur de l'UFR Sciences et Techniques de l'UBO et occupe ce poste jusqu'en 2007.
Parallèlement à son engagement au sein de l'UBO, Pascal Olivard s'investit dans les réseaux académiques nationaux. À partir de 2002, il devient membre de la Conférence des doyens et directeurs des UFR scientifiques (CDUS), dont il est le Secrétaire entre 2005 et 2007. En 2012, il rejoint la Conférence des présidents d'universités (CPU) et y occupe successivement les fonctions de Vice-président de la commission "formation et insertion professionnelle" (2008-2015) puis de président de la commission « regroupements et politiques de site » (depuis janvier 2017).
Il est approché par le candidat PS Jean-Yves Le Drian lors de la pré-campagne des élections régionales de 2015 pour figurer sur sa liste, mais est finalement écarté.

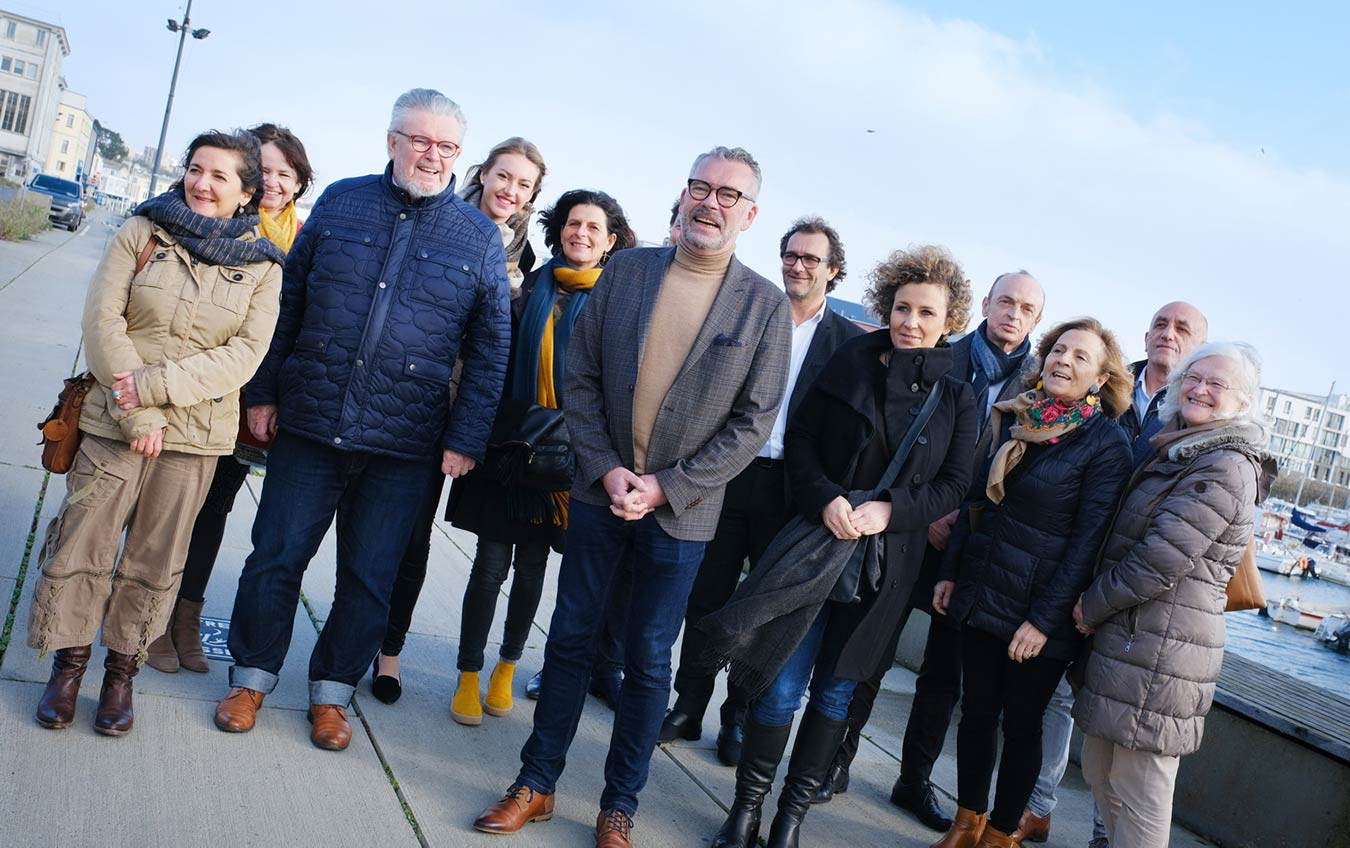
Pascal Olivard entouré des membres de sa liste lors des élections municipales de 2020 à Brest.

Il est candidat aux élections municipales de 2020 à Brest. Positionné au centre-droit, il obtient 9 % des votes au premier tour. N'étant pas en position pour se maintenir ou fusionner avec une autre liste, il ne donne pas de consigne de vote.
Le 10 février 2023, Pascal Olivard prend position sur la reforme des retraites du gouvernement Borne. Il ordonne l'évacuation de l'UFR lettres et science humaines en faisant entrer les CRS dans l'université pour déloger les étudiants qui occupaient pacifiquement les lieux. L'UFR Victor Segalen était occupé depuis le 7 février par des étudiants protestant contre la réforme des retraites.

## Présidence de l'UBO
Pascal Olivard est élu président de l'université de Bretagne-Occidentale le 18 juin 2007, et est confirmé à ce poste le 10 avril 2008 à la suite de l'application de la LRU. Il annonce début 2012 son intention de briguer un second mandat, et est réélu le 5 avril 2012.
À la suite du décès de Mathieu Gallou, Pascal Olivard est élu président de l'université de Bretagne Occidentale le 26 Janvier 2023.

### Évolutions structurelles
Le premier mandat de Pascal Olivard (2007-2012) est placé sous le signe de la professionnalisation de l'offre de formation et de l'ouverture aux milieux socio-économiques. En conséquence, les unités d'enseignement dites de "pré-professionnalisation" sont généralisées, en même temps que l'apprentissage des langues introduit dans toutes les formations de licence et master. C'est également à cette époque que les partenariats entre l'université et les entreprises s'intensifient. Sur le plan de la gouvernance, Pascal Olivard procède à la recomposition du conseil d'administration en faisant entrer 4 personnalités extérieures issues du monde de l'entreprise. Afin de renforcer la lisibilité de l'université de Bretagne-Occidentale, il structure la recherche en 4 axes hiérarchisés : Mer, Santé, STIC, SHS.
Sous sa présidence, l'université de Bretagne-Occidentale met en place les dispositions liées à la loi relative aux libertés et responsabilités des universités, réforme qu'il a soutenue : l'établissement revoit ses statuts en 2008, passe à l'autonomie au 1er janvier 2010, et voit ainsi passer son budget de 52 à 172 millions d'euros par l'intégration de la gestion de la masse salariale.
Parallèlement, un mouvement de restructuration de ses composantes d'enseignement est engagé à la fin des années 2000, celles-ci passant de 21 à 13 entre 2008 et 2011.

### Relation avec les autres établissements d'enseignement
Sous l'impulsion de Pascal Olivard, l'université de Bretagne-Occidentale se porte candidate pour accueillir l'IUFM de Bretagne lorsque celui-ci doit être rattaché en 2007 à une université, en concurrence avec l'université Rennes-II, et obtient son rattachement.
Alors qu'il est en campagne pour se faire réélire en 2012, il propose une fusion de son établissement et de l'université de Bretagne-Sud, située à Lorient et à Vannes de manière à contrebalancer le poids qu'occupent dans l'ouest les universités rennaises et l'université de Nantes. Cette déclaration est perçue par le président de l'UBS Olivier Sire, qui est lui aussi en campagne pour sa réélection, comme une « OPA hostile » et précise qu'une fusion  «ne se fera jamais de force».

## Présidence du PRESuniversité européenne de Bretagne
Seul candidat à ce poste, il est élu président du PRES Université européenne de Bretagne à la suite de la démission de son prédécesseur, Guy Cathelineau. Son mandat est alors d'un an. Il est ensuite réélu en mai 2013 pour un mandat complet.

## Présidence de l'université Bretagne-Loire
En application de la loi de 2013, Pascal Olivard défend l’idée de transformer le PRES université européenne de Bretagne en une ComUE régionale alors que de nombreux acteurs souhaitent mettre en place une ComUE inter-régionale Bretagne Pays de la Loire. La décision est finalement prise de créer l’université Bretagne-Loire le 5 mars 2014. Aux côtés de Jacques Girardeau, président du PRES UNAM (Université de Nantes Angers Le Mans), il copilote les travaux de préfiguration pendant près de deux ans en insistant sur un principe de cohésion et de solidarité territoriale. L’université Bretagne-Loire est créée le 6 janvier 2016. Pascal Olivard annonce sa candidature début mars 2016 sous le slogan : « seul on va plus vite, ensemble on va plus loin ». Il est élu au 1er tour face à Guy Cathelineau, président de l'Université de Rennes 1.

## Autres fonctions
Pascal Olivard est membre du Conseil économique, social et environnemental régional de Bretagne en tant que membre de la commission « aménagement, développement des territoires, environnement » entre 2007 et 2013, puis en tant que membre de la commission « Formations – Enseignement supérieur » entre 2013 et 2017. En janvier 2012 il est co-rapporteur du rapport « optimiser la Bretagne à grande vitesse »
Il a par ailleurs siégé au conseil d'administration du Fonds pour l'Innovation dans l'Industrie (F2I) de l'UIMM de 2010 à 2014 et occupé les postes de vice-président du technopôle Brest-Iroise de 2007 à 2015, de président du pôle de l'entrepreneuriat étudiant en Bretagne (P2EB) de 2011 à 2016, de président du réseau Noé (correspondants Europe des établissements, organismes et entreprises bretons) de 2011 à 2016.

## Sources